# Amt Möhringen
Das Amt Möhringen war in napoleonischer Zeit eine Verwaltungseinheit im Südosten des Großherzogtums Baden. Es bestand von 1807 bis 1813.

## Geschichte

### Historischer Hintergrund

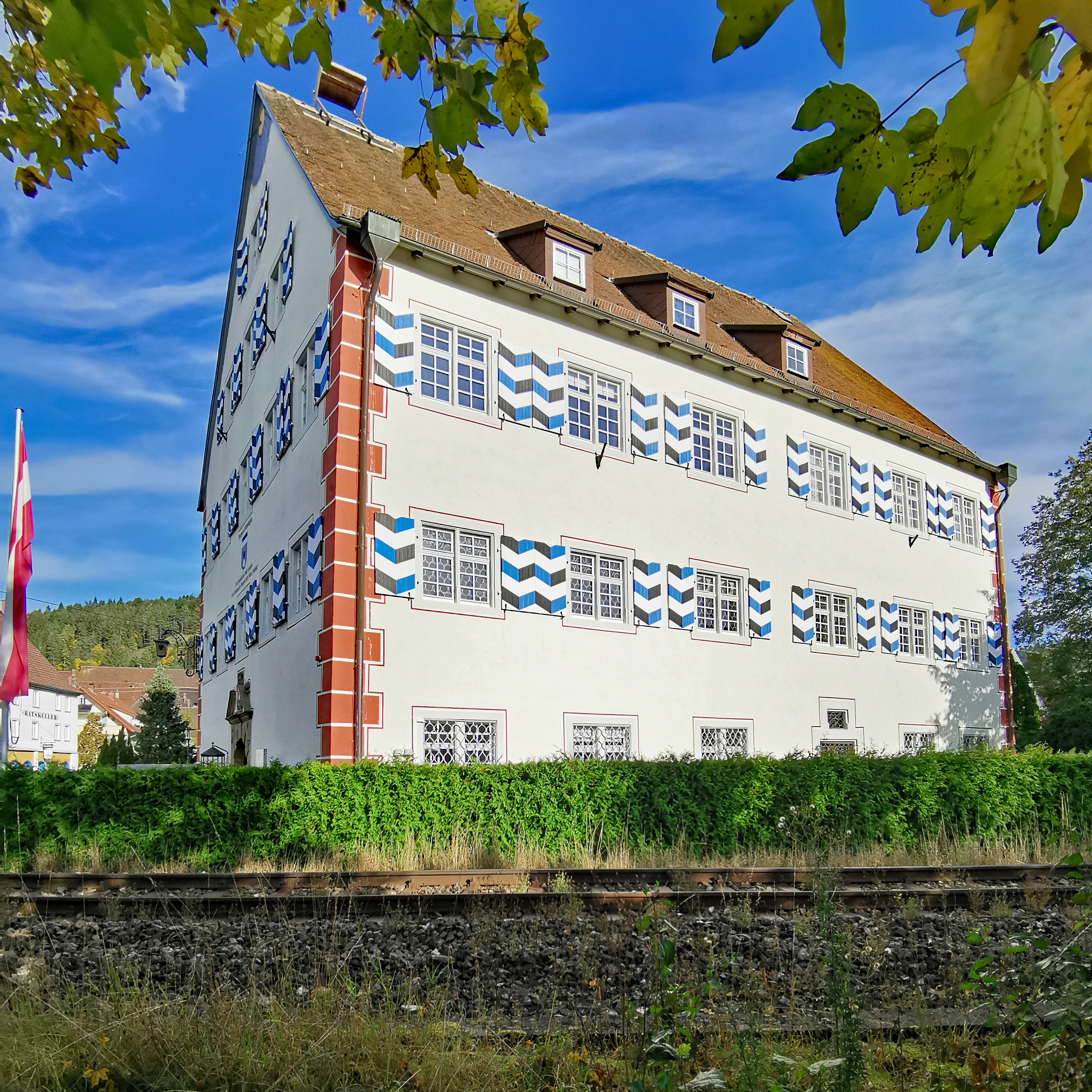
Sitz des Obervogtes und späteres Rathaus

Den Kern des im Bereich der südwestlichen Schwäbischen Alb beiderseits der oberen Donau gelegenen Amtes bildete die im hohen Mittelalter aus einer Vogtei des Klosters Reichenau hervorgegangene Herrschaft Möhringen, die eine von 1092 bis 1337 bezeugte lokale Adelsfamilie innehatte. Später gelangte sie in die Hände der Klingenberger, die sie 1520 an das Haus Fürstenberg verkauften. Sie bestand seinerzeit aus der Stadt Möhringen, einer heute nicht mehr vorhandenen Burg sowie den Dörfern Ippingen und Eßlingen. Zeitweise später verpfändet, gelang es Fürstenberg erst 1625, noch fehlende Rechte von Reichenau zu erlangen.
Als Teil des Fürstentums Fürstenberg entstand aus ihr das, einem Obervogt unterstehende Obervogteiamt Möhringen, dem mehrere weitere Ortschaften, das Eisenwerk Bachzimmern, die Höfe Heweneck und Brunnenhof sowie das Kloster Amtenhausen zugeordnet wurden.

### In badischer Zeit

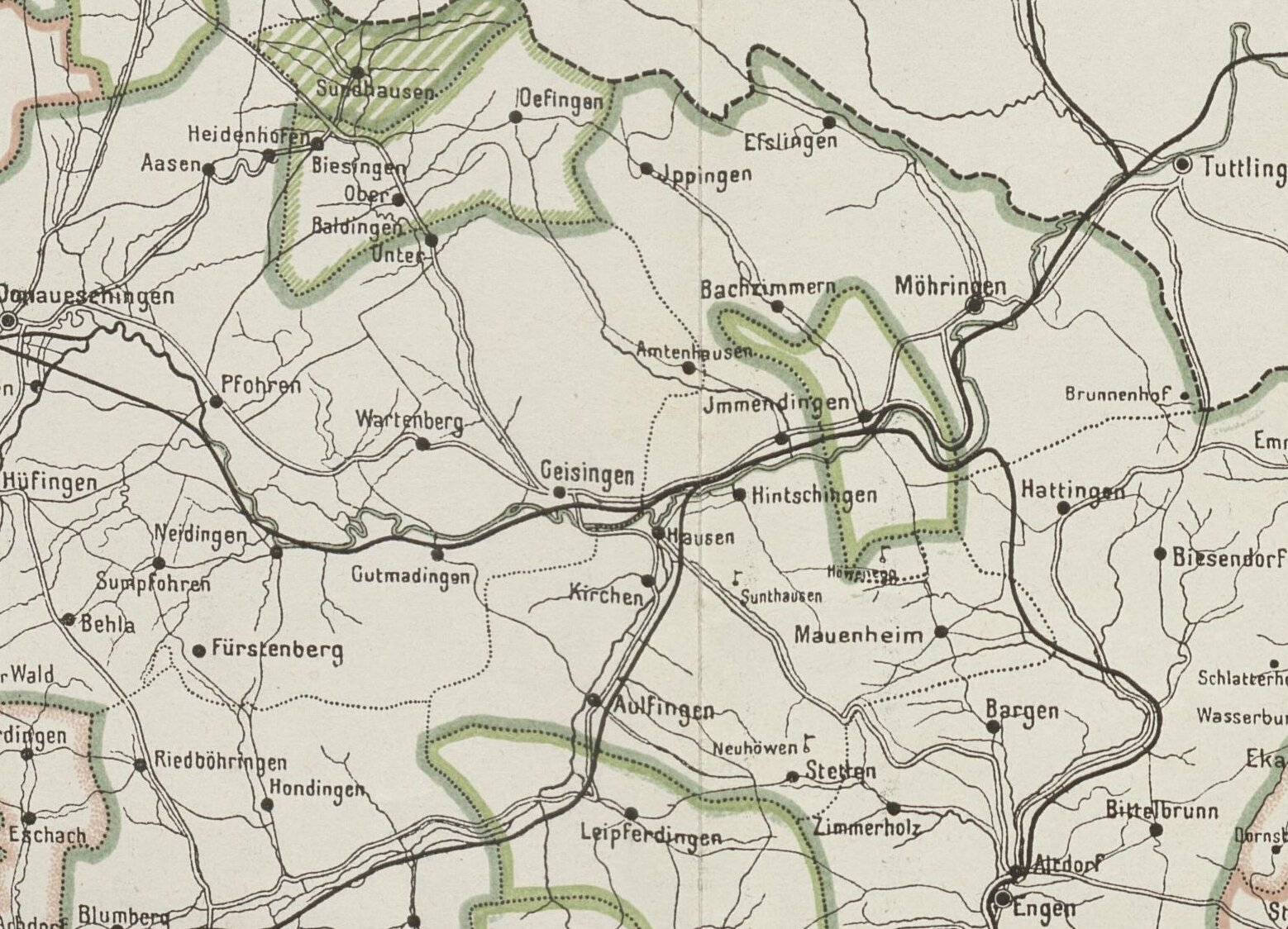
Orte des Amtes Möhringen

Mit der Rheinbundakte von 1806 wurde das Haus Fürstenberg mediatisiert, ihr Territorium zum größten Teil der badischen Landeshoheit unterstellt. Dessen Regierung errichtete daher im Sommer 1807 das standesherrschaftliche Amt Möhringen, das sich, neben der Amtstadt aus den Ortschaften Ippingen, Eßlingen, Hindenburg, Thiergarten, Mauenheim, Neuhewen, Stetten, Aulfingen, Kirchen, Hausen (Kirchen-Hausen), Sandhausen, Hintschingen und Zimmern zusammensetzte. Im Rahmen der Verwaltungsstruktur des Landes wurde es der Provinz des Oberrheins, auch Badische Landgrafschaft genannt, zugeordnet.
Im Dezember 1807 wurde das Amt Möhringen dem landesherrschaftlichen Obervogteiamt Villingen unterstellt. In Umsetzung des Novemberedikts von 1809 wurde diese Konstellation Anfang 1810 aufgehoben, das Amt unterstand nun dem neu errichteten Donaukreis. Nachdem die Aufhebung der Patrimonialgerichtsbarkeit 1813 eine einheitliche Zuständigkeit der Ämter ermöglicht hatte, wurden die fürstenbergischen Ämter Engen und Möhringen mit der Ortschaft Immendingen zum Bezirksamt Engen zusammengefasst.

## Weitere Entwicklung
1824 wurde das Bezirksamt Möhringen errichtet, das neben dem früheren Amtsbezirk noch einige weitere Gemeinden umfasste. 1844 wurde dies rückgängig gemacht, bei dieser Gelegenheit kam ein Teil der Gemeinden des ursprünglichen Amtes Möhringen zum Bezirksamt Donaueschingen. Die übrigen folgten 1936 bei der Aufteilung des Bezirksamts Engen. Aus dem Bezirksamt Donaueschingen ging 1939 der Landkreis Donaueschingen hervor. Er wurde Anfang 1973 aufgelöst, dabei kamen Möhringen und Umgebung zum Landkreis Tuttlingen. Zugleich wurde Möhringen in die Kreisstadt Tuttlingen eingemeindet.